# Межево (Тверська область)
Межево (рос. Межево) — присілок в Конаковському районі Тверської області Російської Федерації.
Населення становить 32 особи. Входить до складу муніципального утворення Городенське сільське поселення.

## Історія
Від 2005 року входить до складу муніципального утворення Городенське сільське поселення.

## Населення
| 2010 |
| ---- |
| 32   |